# Zwischen tausend Gefühlen
Zwischen tausend Gefühlen, płyta niemieckiej piosenkarki Andrei Berg wydana 24 sierpnia 1998 roku.
Album dotarł do 86. miejsca niemieckiej listy przebojów - Media Control Charts.

## Lista utworów
1. "Zwischen tausend Gefühlen" – 03:23
2. "Komm tanz heut' nur mit mir" – 04:16
3. "Jenseits der Zärtlichkeit" – 03:30
4. "Tief im Herzen Afrikas" – 03:57
5. "Insel der Nacht" – 03:47
6. "Nur ein Gefühl" – 03:59
7. "Halt mich, küß mich" – 03:27
8. "Schau dich nicht um, wenn du gehst" – 04:43
9. "Diese Nacht soll nie enden" – 03:23
10. "Kennst du die Sehnsucht" – 03:02
11. "Es wird nie wieder so sein" – 04:03
12. "Dann nimmst du mich in deinen Arm" – 04:17